# Rauno Saari

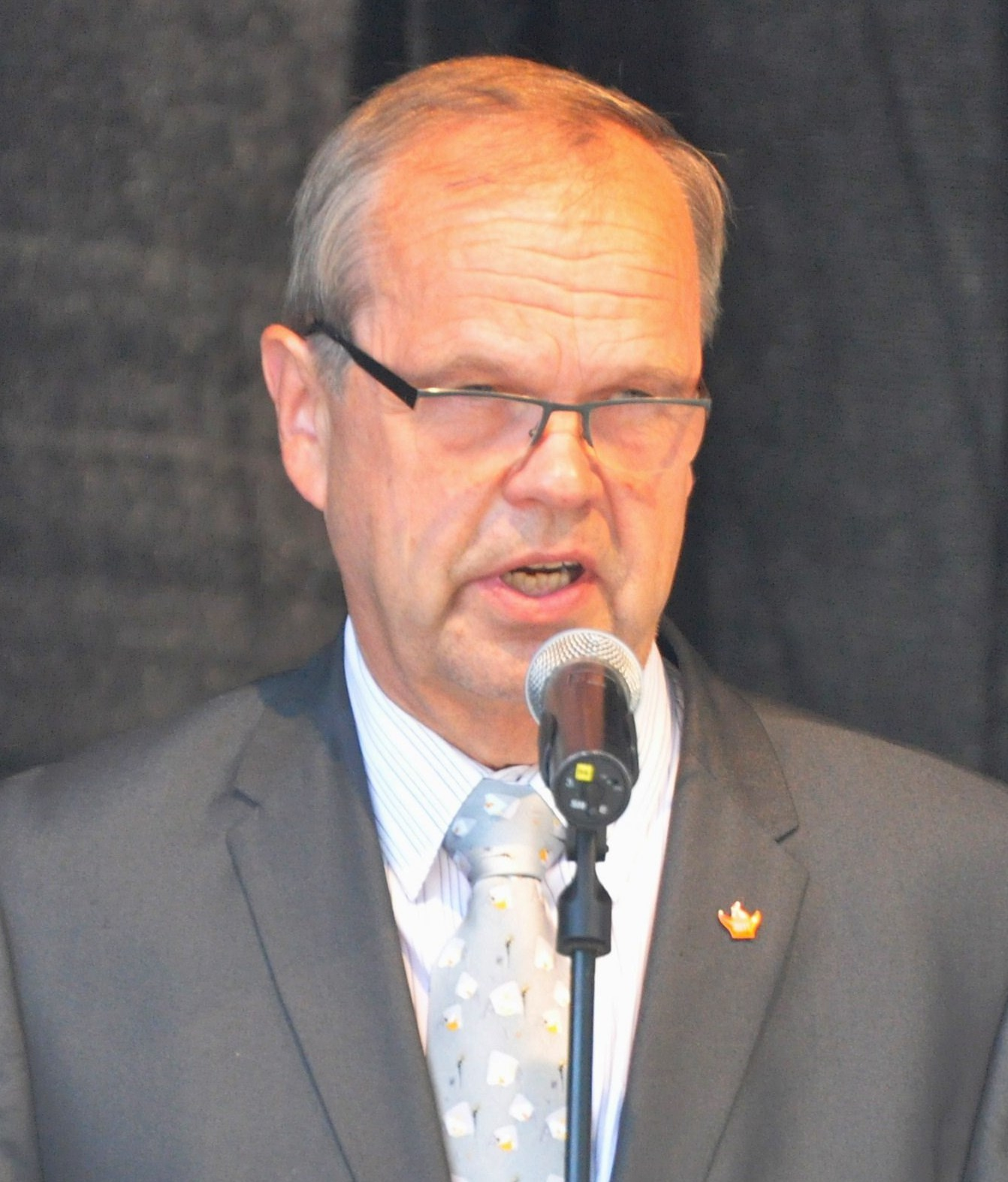
Rauno Saari

Rauno Uolevi Saari, född 6 september 1946 i Kisko, finländsk socialdemokratisk politiker som var landshövding i Västra Finlands län från 2003 till ämbetets avskaffande vid utgången av 2009. 
Före sitt tillträde som landshövding verkade Saari som stadsdirektör i Reso stad 1988–2003. Han innehar en politices magisterexamen.
År 2005 utnämndes han till hedersdoktor vid Åbo universitet.